# حركة زهرة عباد الشمس الطلابية

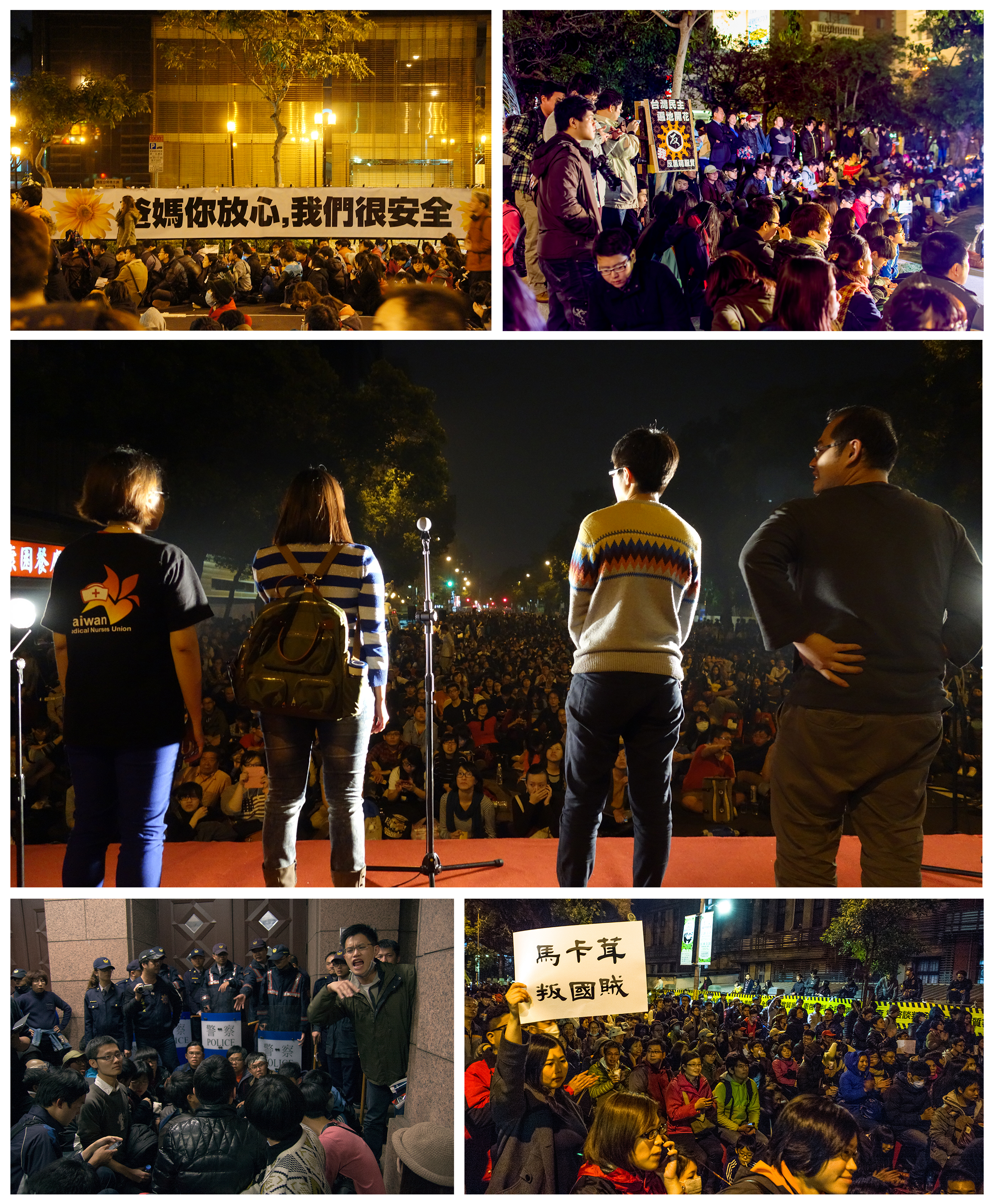

اقترنت حركة زهرة عباد الشمس الطلابية مع حركة احتجاجية بقيادة اتحاد الطلبة ومجموعات مدنية برزت في الثامن عشر من آذار والعاشر من إبريل 2014، في مجلس اليوان التشريعي ومجلس اليوان التنفيذي في تايوان بعد ذلك. احتج النشطاء على إقرار حزب الكومينتانغ الحاكم لاتفاقية تجارة خدمات المضيق دون مراجعة البنود كلًا على حدة.
أدرك مناصرو حركة عباد الشمس أن الاتفاقية التجارية مع جمهورية الصين الشعبية ستضر بالاقتصاد التايواني، وقد تتركه عرضةً للضغوطات السياسية من بكين، في حين جادل مناصرو الاتفاقية بأن الاستثمارات الصينية المتزايدة من شأنها توفير انتعاش للاقتصاد التايواني، وقالوا إن التفاصيل غير المحددة قد تصاغ لاحقًا لصالح تايوان، فضلًا عن أن «الانسحاب» من المعاهدة دون التصديق عليها سيكون ضارًا بمصداقية تايوان الدولية. طالب المحتجون في البداية بإعادة النظر في بنود الاتفاقية كل على حدة لجعلها سارية المفعول. فيما بعد، تغيرت تلك المطالب لتصبح رفضًا تامًا لها، وطالبت الحركة بإقرار قوانين تسمح بمراقبة الاتفاقيات المستقبلية مع الصين عن كثب، ومتابعة مؤتمرات المواطنين التي تناقش التعديلات الدستورية. وعلى الرغم أن حزب الكومينتانغ كان مستعدًا لمراجعة الاتفاقية بشكل تفصيلي في قراءة ثانية لها، رفض الحزب إمكانية إعادة عرض الاتفاقية على لجنة مراجعة. ثم تراجع حزب الكومينتانغ عن قراره فيما بعد موافقًا على تشكيل لجنة مراجعة مشتركة إن لم يقاطع الحزب الديمقراطي التقدمي للأعمال هذا الاقتراح. ثم طالب الحزب الديمقراطي التقدمي إنشاء لجنة مراجعة عبر المضيق نقلًا عن «الرأي العام السائد» لكن حزب الكومينتانغ رفض الاقتراح.
تميزت هذه الحركة  بكونها المرة الأولى التي يشغل فيها المواطنون السلطة التشريعية التايوانية.

## التسمية
أطلق مصطلح «طلبة زهرة عباد الشمس» بعد أن استخدم المحتجون زهرة عباد الشمس رمزًا للأمل واشتهارها بالانتحاء الشمسي. أما عن اسم الحركة باللغة الصينية فهو (زهرة الشمس) وهي ترجمة افتراضية للكلمة الإنجليزية «زهرة عباد الشمس» عوضًا عن المصطلح الصيني الأصلي (عباد الشمس)، وانتشر هذا المصطلح بعد أن ساهم بائع الزهور بألف من زهور عباد الشمس، فأعطاها للطلاب خارج مجلس اليوان التشريعي. كانت «زهرة عباد الشمس» إشارة لحركة الزنبق البري في عام 1990 التي كانت حدثًا هامًا ساهم في إدخال الديمقراطية لتايوان. وتُعرف الحركة أيضًا باسم «حركة الطلاب في 18 آذار» أو «الاستحواذ على سلطة تايوان التشريعية».
نشيد الحركة هو شروق الجزيرة، لفرقة فاير إكس المستقلة من كاوهسيونغ.

## الخلفية
في 17 آذار، حاول حزب الكومينتانغ الحاكم القيام بخطوة من طرف واحد في مجلس اليوان التشريعي، وأردا منها فرض مرور اتفاقية تجارة خدمات المضيق إلى الطابق التشريعي، وذلك دون مراجعة كل بند على حدة كما نُص على ذلك سابقًا في اتفاقية حزيران 2013 مع الحزب الديمقراطي التقدمي المعارض. اتفق الحزبان سابقًا في أيلول 2013 على إقامة 16 جلسة استماع جماهيرية حول تفاصيل الاتفاقية التجارية بالاستعانة بأكاديميين ومنظمات غير حكومية وممثلي القطاعات التجارية المتأثرة بهذه الاتفاقية. وترأس حزب الكومينتانغ ثمان جلسات استماعية خلال أسبوع، دُعي بعض أعضاء المجموعات الاجتماعية والمنظمات غير الحكومية وممثلي الأعمال من الصناعات المتأثرة إلى تلك الجلسات خلال الدقائق الأخيرة والبعض لم يُدعى بالأصل. عندما أدلى الأكاديميون وممثلي قطاع الأعمال برأيهم أثناء جلسات الاستماع، صرح رئيس اللجنة الإدارية الداخلية للسلطة التشريعية تشانغ تشينغ تشونغ أنه ينبغي التصديق على الاتفاقية بأكملها وأنه لا يمكن تعديلها. تبع ذلك اختناق في السلطة التشريعية، في حين أن الحزب التقدمي الديمقراطي لم يكمل جلسات الاستماع الثمانية التي اتفق على رئاستها بحلول 17 آذار. استشهد تشانغ بالمادة رقم 61 من قانون وظائف مجلس اليوان التشريعي، وأعلن أن عملية المراجعة تخطت حاجز ال90 يومًا المعينة للمراجعة. وبنظر حزب الكومينتانغ، فإن القضية تُعتبر مُراجعة ويجب تقديمها للجلسة العامة للتصويت النهائي في 21 آذار.

## السيطرة

### السيطرة على المجلس التشريعي
في 18 آذار نحو الساعة التاسعة مساءًا بتوقيت تايوان، تسلقت جماهير من الطلاب سور المجلس التشريعي برفقة أكاديميين ومنظمات مدنية وغيرهم من المحتجين ودخلوا المبنى. تحطمت إحدى نوافذ مجلس اليوان التشريعي أثناء الاشتباك، وأصيب ضابط شرطة بجروح خطيرة. صرح محامي وُكل للدفاع عن المحتجين أنه تم اعتقال ستة أفراد حتى تلك اللحظة، بينما بقي بضع مئات من المحتجين خارج المبنى، وسيطر نحو 300 محتج على طابق المجلس التشريعي طوال الليل ونجحوا بإحباط بعض محاولات الشرطة لطردهم. طالب المحتجون بإعادة النظر في بنود الاتفاقية على حدة، وتعهدوا بالسيطرة على المجلس التشريعي في 21 آذار إن لم يُستجاب لمطالبهم، وعندما قرر مجلس اليوان موعدًا للتصويت على إقرار المعاهدة التجارية، مع حلول الليل، أمرت السلطات بقطع الماء والكهرباء عن المبنى، وأمر رئيس الوزراء جيانغ يي هوا بإرسال الشرطة لإخلاء المتظاهرين، لكن هذا الأمر لم يُطبق.
بعد أن بدأت الحركة بوقت قصير، حُشد الآلاف من شرطة مكافحة الشغب من وكالة الشرطة الدولية حول الدولة لإحاطة المحتجين. في 20 آذار، وعد رئيس المجلس التشريعي وانغ جين بينج بعدم استخدام القوة مع المحتجين.
في 21 آذار، رفض رئيس الوزراء وانغ مقابلة رئيس جمهورية الصين ما يينغ جيو ورئيس الوزراء جيانغ يي هوا لمناقشة الرد، مصرحًا بأن الرئيس لا يجب أن يستمع للشعب وأن هناك حاجة للتسوية بين مشرعي القوانين أولًا. قابل رئيس الوزراء جيانغ المتظاهرين خارج مبنى المجلس التشريعي في 22 آذار وأشار إلى أن الفرع التنفيذي لا يمتلك أي نية لإيقاف الاتفاقية التجارية، وأكد على عدم تصرفه بناءً على أوامر من بكين.

### السيطرة على المكتب التنفيذي وإخلاؤه
ردًا على المؤتمر الصحفي، ثارت مجموعة من المحتجين بقيادة دينيس وي وسيطرت على مجلس اليوان التنفيذي نحو الساعة السابعة والنصف مساءًا بالتوقيت المحلي في 23 آذار. أُخلي المحتجون من المجلس التنفيذي بحلول الخامسة صباحًا في 24 آذار، لكن البعض منهم احتشدوا مرة أخرى على طريق تشونجشياو الشرقي. خلال عملية الإخلاء التي استمرت لعشر ساعات، أفيد بأن شرطة مكافحة الشغب استخدمت القوة بوحشية إضافةُ إلى موظفي إنفاذ القانون، واشتمل ذلك على استخدام مدافع المياه وضرب الرأس بالعصا ضد المتظاهرين السلميين، وفي تلك الأثناء. أُمر المسعفين والصحفيين بالمغادرة. أُصيب أكثر من 150 شخص واعتُقل 61. اتهمت رابطة الصحفيين التايوانيين الشرطة باستخدام العنف ضد وسائل الإعلام خلال عمليات الإخلاء وانتهاك حرية الصحافة، مستشهدةُ بأكثر من عشر قضايا من الهجوم على مراسلي وسائل الإعلام.

### محاولات المفاوضة
في 25 آذار، دعا الرئيس ما يينغ جيو ممثلي احتجاجات الطلاب إلى مكتبه للحوار حول الاتفاقية التجارية المثيرة للجدل «دون أي شروط مسبقة» بعد أن ذكر سابقًا أنه لن يقبل بإجراء محادثات وجهًا لوجه. قبل قائد الطلبة لين في فان الدعوة مبدئيًا، ووافق على عدم تحديد أي شروط مُسبقة للاجتماع، لكنه قال أن الطلاب يريدون مناقشة حاجة تايوان لتشريعات جديدة لمراقبة جميع اتفاقيات المضيق، وإذا ما كان يجب على الاتفاقية التجارية لخدمات المضيق أن تؤجل حتى تقديم تلك التشريعات الجديدة. مع ذلك، بعد مرور يوم واحد وفي 26 آذار، رفض قادة الاحتجاج دعوة المقابلة رغم الاتصال بالرئيس ما يينغ جيو مسبقًا لمقابلته ليجيب عن مطالبهم، وذلك لأنهم شعروا بأن الرئيس والذي كان زعيم حزب الكومينتانغ، كان لا يزال يتحكم بمشرعي الكومينتانغ عن طريق أنظمة الحزب، ما أسفر عن فشل ذريع للمفاوضات مجددًا وعجزها عن التوصل إلى اتفاق بشأن الاحتجاجات والمعاهدة.
في 26 آذار، طالب الطلبة المتظاهرون جميع مشرعي القوانين بدعم إنشاء قانون للإشراف على اتفاقيات المضيق قبل إقرار المعاهدة الحالية. صاغ الطلبة النشطاء وثيقة تعهد وطلبوا من جميع صانعي القوانين التوقيع عليها إظهارًا لموافقتهم.

### التجمع
في 27 آذار، دعا لين في فان، وهو أحد قادة الطلاب لهذه الحركة، إلى التجمع في 30 آذار والاحتشاد في شارع كيتاجالان الذي يصل بين المكتب الرئاسي والمجلس التشريعي للضغط على الرئيس ما يينغ جيو ليلتفت إلى طلبات المتظاهرين. وأفاد منظمو المظاهراتبأن نحو 500000 شخص احتشدوا في تجمع 30 آذار، بينما قدرت الشرطة العدد بـ 116000 شخص. اشتركت 22 منظمة غيرحكومية في التجمع. ونظم مئات المعارضين لهذه الحركة تجمعًا مزامنًا في نفس المنطقة، لكنهم غادروا قبل تفريق الطلاب. 
في الأول من نيسان، تجمع مئات النشطاء الموالين للمعاهدة التجارية ضد الاستيلاء على البرلمان. نظم تشانغ آن لو هذه المجموعة، وهو قائد عصابة تايواني بارز ويُعرف أيضًا «بالذئب الأبيض»، والذي خرج بكفالة بعد ان اعتُقل أثناء عودته إلى تايوان من الصين، حيث هرب قبل 17 عامًا. ويواجه تهمًا متعلقة بالجرائم المنتظمة.